# 크라스노그바르데이스키구

크라스노그바르데이스키의 위치

크라스노그바르데이스키구(러시아어: Красногвардейский район)는 상트페테르부르크에 위치한 구이다. 1936년 - 1947년까지 크라스노그바르데이스킴(Красногвардейским)이라고 불렸고, 칼리닌스키 구의 일부였다. 1973년 칼리닌스키 구의 동쪽지역이 분리되면서 지금의 크라스노그바르데이스키 구가 되었다.
크라스노그바르데이스키 구는 상트페테르부르크의 북동쪽 지역과 네바 강의 일부 지역(폴류스트로보 동쪽 지역, 볼샤야오흐타, 말리오흐타, 포로호비예, 르젭카, 제르놉카)를 포함하고 있다. 1973년에 신설되었다.
- 폴류스트로보(Полюстрово)
- 볼샤야오흐타(Большая Охта)
- 말라야오흐타(Малая Охта)
- 르젭카(Ржевка)